# Gualeguaychú
Gualeguaychú es una ciudad argentina del departamento Gualeguaychú, del cual es cabecera, en la provincia de Entre Ríos. Se ubica a orillas del río homónimo, en el sudeste de la provincia, a 230 km al noroeste de la ciudad de Buenos Aires y a 25 km al oeste de la frontera nacional con Uruguay. Es la tercera ciudad más poblada de la provincia de Entre Ríos.
Sus principales actividades son la industria, el agro y el turismo, centrado en el denominado «Carnaval del País», considerado el de mayor envergadura. Según los organizadores, es considerado el tercer mejor carnaval en el mundo. Desde 2006 la ciudad cobró mayor notoriedad y visibilidad a raíz del conflicto por la instalación de dos plantas productoras de pasta celulósica próximas al Puente Libertador General San Martín y a la cercana ciudad uruguaya de Fray Bentos. Otro hito importante sucedió en el 2008, cuando fue el epicentro del conflicto agropecuario. La ciudad es famosa por sus carnavales que atraen turismo en época veraniega.

## Toponimia
El nombre de Gualeguaychú, de origen guaraní, posee un significado etimológico que ha dado lugar a varios debates y cuya traducción todavía se discute. La presencia de la letra «l», inexistente en el vocabulario de la etnia aborigen mencionada, constituye uno de los problemas.
La etimología más aceptada es la de «Yaguarí Guazú» o «Río del Jaguar» tal como se puede apreciar en la cartografía de Policarpo Dufó (1715), capellán de la expedición enviada con motivo de las medidas punitivas tomadas contra los aborígenes. Además de "Yaguarí Guazú", "Jaguarí Guazú" o "iaguary", figuran otras denominaciones como "Curé-gua-ig"  ("Cuevas del chancho salvaje") cuyo significado se asocia al pecarí, tomado como chancho salvaje en las Américas y dada la existencia de este animal en la zona donde tenía por costumbre refugiarse en cuevas.
Según estudiosos de la toponimia hay otras definiciones como "Agua de andar lento", "Río de las cuevas o de pozos", "Río del tigre grande").

## Historia

### Antecedentes y fundación

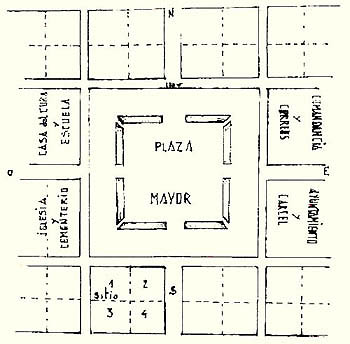
Plano fundacional de Gualeguaychú.

En su territorio habitaban desde tiempos prehispánicos grupos pertenecientes a los pueblos chaná, charrúa y guaraní.
A partir del siglo XVII, representantes españoles de Santa Fe y Buenos Aires dieron permiso de posesión en estas tierras (véase Historia de Entre Ríos) a colonos que fundaron precarios establecimientos rurales en continua disputa con las tribus originarias. Estos conflictos resultaron en una serie de campañas de exterminio y esclavización de los indígenas que fueron diezmados a mediados del siglo XVIII.
En las décadas finales de ese siglo, aumentó el número de pobladores dispersos en la región provenientes de Buenos Aires, Santa Fe y de las reducciones jesuíticas (expulsados por los españoles y atacadas por portugueses). Estos habitantes desarrollaron una economía de subsistencia y tuvieron conflictos (a veces violentos) con los colonos latifundistas  ya asentados allí desde décadas atrás.
Hacia 1770 se había formado un asentamiento alrededor de una capilla al sur de la actual Gualeguaychú.
En diciembre de 1777 fue nombrado el estanciero Esteban Justo García de Zúñiga, como «comandante de los partidos de Gualeguaychú, Gualeguay y Uruguay».
En 1779 el obispo de Buenos Aires Malvar y Pinto visitó la zona y al ver la situación precaria de los pequeños propietarios frente a los estancieros y las incursiones portuguesas decide informar de esto al virrey (también asciende la capilla que existía desde 1764 al grado de parroquia).
En 1782 el virrey Vértiz comisionó al sargento mayor de Dragones de Almanza Tomás de Rocamora para que organice a los pobladores dispersos en la región en villas que reforzaran la presencia española en la zona ante las incursiones portuguesas desde la Banda Oriental). Rocamora fundó tres villas en el sur de Entre Ríos: Gualeguay, Concepción del Uruguay y Gualeguaychú.
Arribado al poblado preexistente de Gualeguaychú, y recibido por los vecinos, observó que el lugar donde estaba el primer asentamiento era bajo, anegadizo y rodeado de pajonales; decidió el traslado más al norte, frente a la isla (llamada actualmente de la Libertad) en la cuchilla amplia y espaciosa que terminaba a ochenta varas al río.
De acuerdo a las Leyes de Indias, desbrozó el terreno, realizó la mensura, asignó los lugares públicos y los 85 solares para los primitivos pobladores en forma de damero, plantó rollo fundacional en la plaza y eligió el Santo Patrono (San José) y se dispuso terrenos para edificios públicos y religiosos.
La fundación se realizó el 18 de octubre de 1783 bajo el nombre de Villa San José de Gualeguaychú. El 18 de octubre de 1783 se formó el primer Cabildo, designando Rocamora a sus integrantes: alcalde Vicente Navarro y los regidores Domingo Ruíz, Valentín Barrios y Pedro José Duarte. Como capitán de milicias fue designado Gregorio Santa Cruz.

### Crecimiento de la ciudad
La villa fue progresando lentamente. Poco a poco el caserío de ranchos de adobe y paja fue dando lugar a casas de ladrillo. Se construyeron los edificios para albergar la nueva parroquia y la comandancia. Durante los años de anarquía entre 1810 y 1853, Gualeguaychú fue varias veces lugar de paso para ejércitos y cambió repetidamente de bando, defendida por el comandante Eduardo Villagra. En septiembre de 1845, soldados al mando de Giuseppe Garibaldi saquearon la villa. La isla Libertad en el río Gualeguaychú frente a la ciudad fue lugar de reunión de Justo José de Urquiza cuando organizaba el Ejército Grande.
En 1849 registra 2824 habitantes y 528 viviendas. Se le da nomenclatura a las calles y se instala el alumbrado público.
El 4 de noviembre de 1851 Urquiza dictó un decreto elevando la villa de Gualeguaychú a la categoría de ciudad:

Art. 1°. Desde el dia de la fecha de esta resolución, la Villa de San José de Gualeguaychú queda erigida en Ciudad y en el goce de las prerrogativas y escenciones que como á tal le corresponde.

A medida que crecía, fue necesario trasladar el cementerio de la zona de la plaza (parte norte de la manzana de la actual Catedral San José) a un terreno ubicado 1,2 km hacia el oeste, donde hoy se levanta el Hospital "Centenario".
En 1863 se construyó un muelle sobre el río Gualeguaychú lo que mejoró la comunicación con el resto del país en una época donde los caminos por tierra eran malos. Ese mismo año se comenzó a construir una nueva parroquia (apadrinada por el gobernador Urquiza).
En las décadas siguientes numerosos grupos de inmigrantes españoles, italianos, alemanes, árabes, judíos y franceses se asientan en la ciudad y zonas aledañas.
En 1890 llegó un ramal del Ferrocarril Central Entrerriano, se construyen edificios públicos como el teatro, la jefatura de policía, la municipalidad, la sociedad rural, los tribunales y varias escuelas y viviendas suntuosas.

### SigloXX
Durante las primeras décadas del siglo XX Gualeguaychú siguió creciendo alcanzando los 18 mil habitantes en 1914. Se diversifica la economía. Se instalan molinos cerealeros. La actividad comercial comenzó a ser importante nucleados en la calle 25 de Mayo. Esto sumado a la importancia del puerto, la Estación Gualeguaychú del ferrocarril y a la radicación del palacio municipal en otra plaza -plaza Urquiza-, hizo que la ciudad se expandiera más allá de la plaza Mayor (ahora llamada San Martín) que había centralizado las actividades en los orígenes.
Se culminaron las obras en la parroquia. Se adoquinaron varias calles y se instaló alumbrado eléctrico.
En la década de 1920 se acondicionó el parque Unzué y fue construido un puente sobre el río Gualeguaychú lo que facilitó a los habitantes el uso de la otra orilla del río.
En 1929, se ubicó en la zona sur de la ciudad donde antes había saladeros, el Frigorífico Gualeguaychú que será el motor de la economía de la ciudad por casi medio siglo hasta su cierre en los 80. A la vera del río se construyó una avenida costanera y se reformaron las instalaciones del puerto.
En 1976 se inaugura el Puente Internacional Libertador General San Martín y en 1977 el Complejo Ferrovial Zárate - Brazo Largo que la sitúan en un lugar estratégico.
En las décadas siguientes se multiplicaron los ingresos desde el sector turístico y el ejido urbano creció considerablemente.

### Municipio
Se considera Ejido Municipal de Gualeguaychú, al área comprendida en un todo de acuerdo al plano mandado levantar por el Departamento Topográfico de la Provincia, en virtud de lo dispuesto por la Ley de Ejidos promulgada el 27 de octubre de 1934, y la ampliación dispuesta por Ley de la Provincia N.º 8100/1988, cuyos límites quedaron definidos de la siguiente manera: 
NORTE: Arroyo Gualeyán, Junta de Gobierno de Pueblo Belgrano (hoy municipio autónomo Gral Belgrano), Junta de Gobierno de Costa Uruguay Norte y Distrito Potrero del Departamento Concepción del Uruguay. 
ESTE: Río Uruguay.
SUR: Río Uruguay, Río Gualeguaychú, Arroyo del Cura y Cañada de Manantiales.
OESTE: Línea amojonada que corre al este de la Cañada de Sánchez con rumbo noroeste de 3.º 13'.

### Conflicto por planta de celulosa
En las proximidades del puente internacional y a 2 km de la ciudad de Fray Bentos, el Gobierno uruguayo del presidente Jorge Batlle, autorizó la instalación de dos plantas de producción de pasta de celulosa, a la firmas Botnia (Finlandia) y ENCE (España), sobre el Río Uruguay. Las empresas sostienen que la fabricación de su producto, se corresponde con los más altos estándares internacionales de protección contra la polución ambiental y hacia los empleados.[cita requerida] Sin embargo muchos gualeguaychuenses aseguran que se verán perjudicados por contaminación. Este ha sido el principal punto de conflicto entre Argentina y Uruguay.
El hecho generó un conflicto diplomático entre ambos países luego que muchos vecinos reunidos bajo una "Asamblea Ciudadana Ambiental de Gualeguaychú" de la ciudad argentina del mismo nombre, decidieran cortar el tránsito por el puente San Martín, dejando de lado las normas que respetan los acuerdos adoptados por todos los países del Mercosur, por sentirse afectados sus derechos al ser el río binacional y no ser ellos consultados, afectando dramáticamente el comercio y el turismo de la ciudad y del Uruguay en general. No obstante, la CBRU (Comisión Binacional del Río Uruguay) cuenta con documentación fehaciente donde se deja en claro que Argentina fue informada debidamente. El corte de ruta del lado argentino en la Ruta n.° 136 duró casi cuatro años y en la actualidad se suspendió por lo que el Puente Internacional "Libertador General José de San Martín" ha vuelto a ser una de las principales vías de comunicación vía terrestre entre Argentina y Uruguay.
El 20 de abril de 2010 la Corte Internacional de Justicia dictó el fallo definitivo, resolviendo que Uruguay violó sus obligaciones procesales de notificar, informar de buena fe, establecidos por el Estatuto del Río Uruguay, pero que no violó sus obligaciones para evitar la contaminación ambiental, por lo que consideró que resultaba desproporcionado ordenar el cierre de la planta de Botnia, pero que ambos países debían monitorear conjuntamente el río, a través de la Comisión Administradora del Río Uruguay (CARU) y aplicando el Estatuto del Río Uruguay.
El 30 de agosto de 2010 en Montevideo, se firmó un acuerdo para conformar un Comité Científico en el seno de la Comisión Administradora del Río Uruguay.

## Gobierno

### Poder Ejecutivo

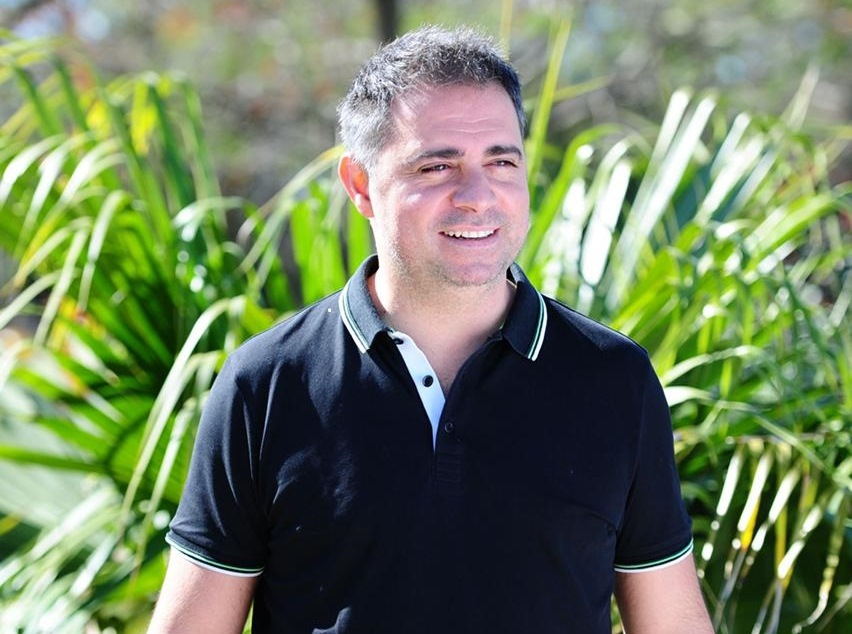
Mauricio Germán Davico, actual intendente de Gualeguaychú (2023-presente).

- Intendente: Mauricio Germán Davico.

En su rol de intendente, ejerce la conducción de la administración municipal, supervisa la implementación de políticas públicas y garantiza el funcionamiento de las distintas áreas del gobierno local. Además, representa al municipio en actos oficiales y coordina acciones con los gobiernos provinciales y nacionales para gestionar recursos y promover el desarrollo de la comunidad.
- Viceintendenta: Dra. Julieta Carrazza.

### Poder Legislativo

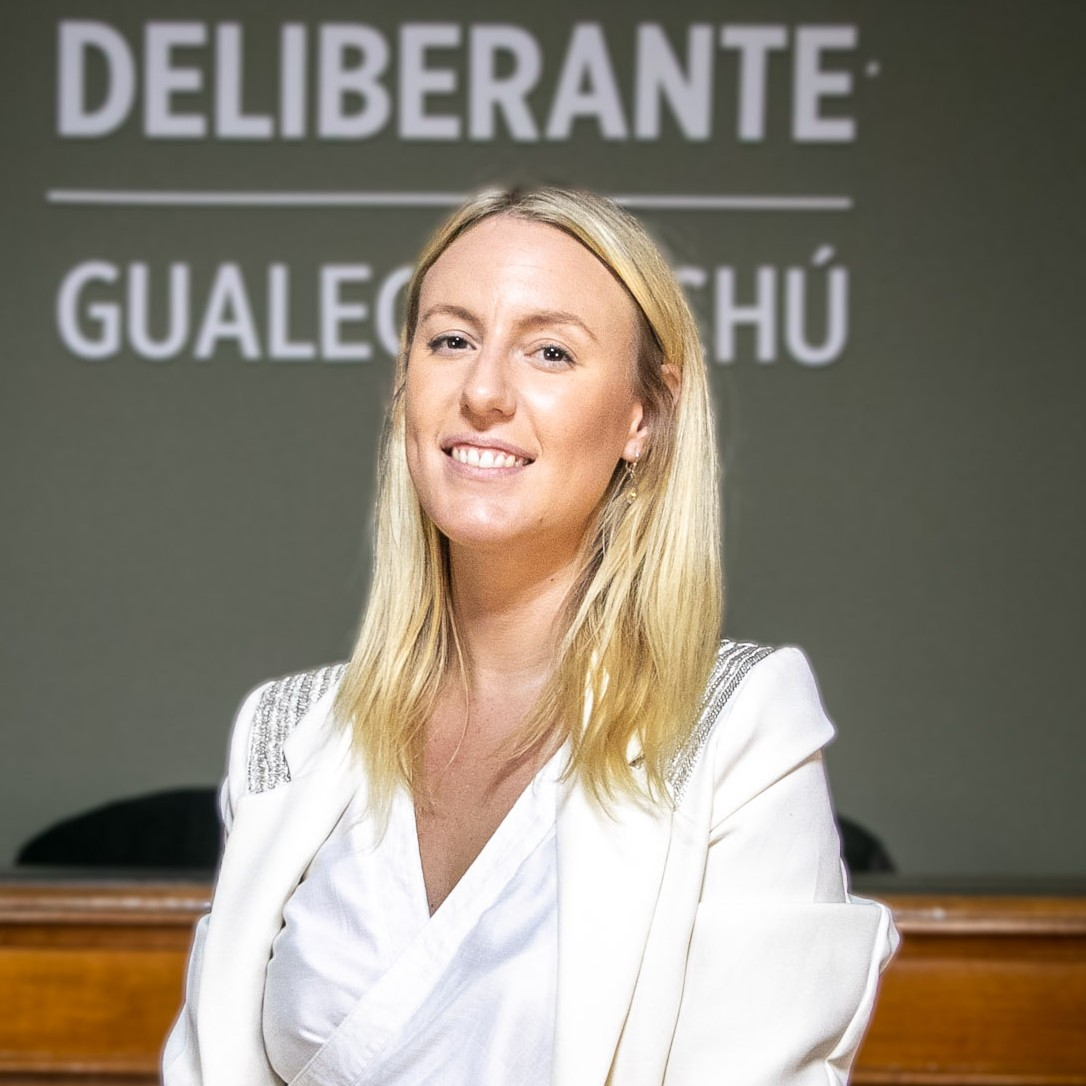
Dra. Julieta Carrazza, Presidenta del Honorable Concejo Deliberante de Gualeguaychú.

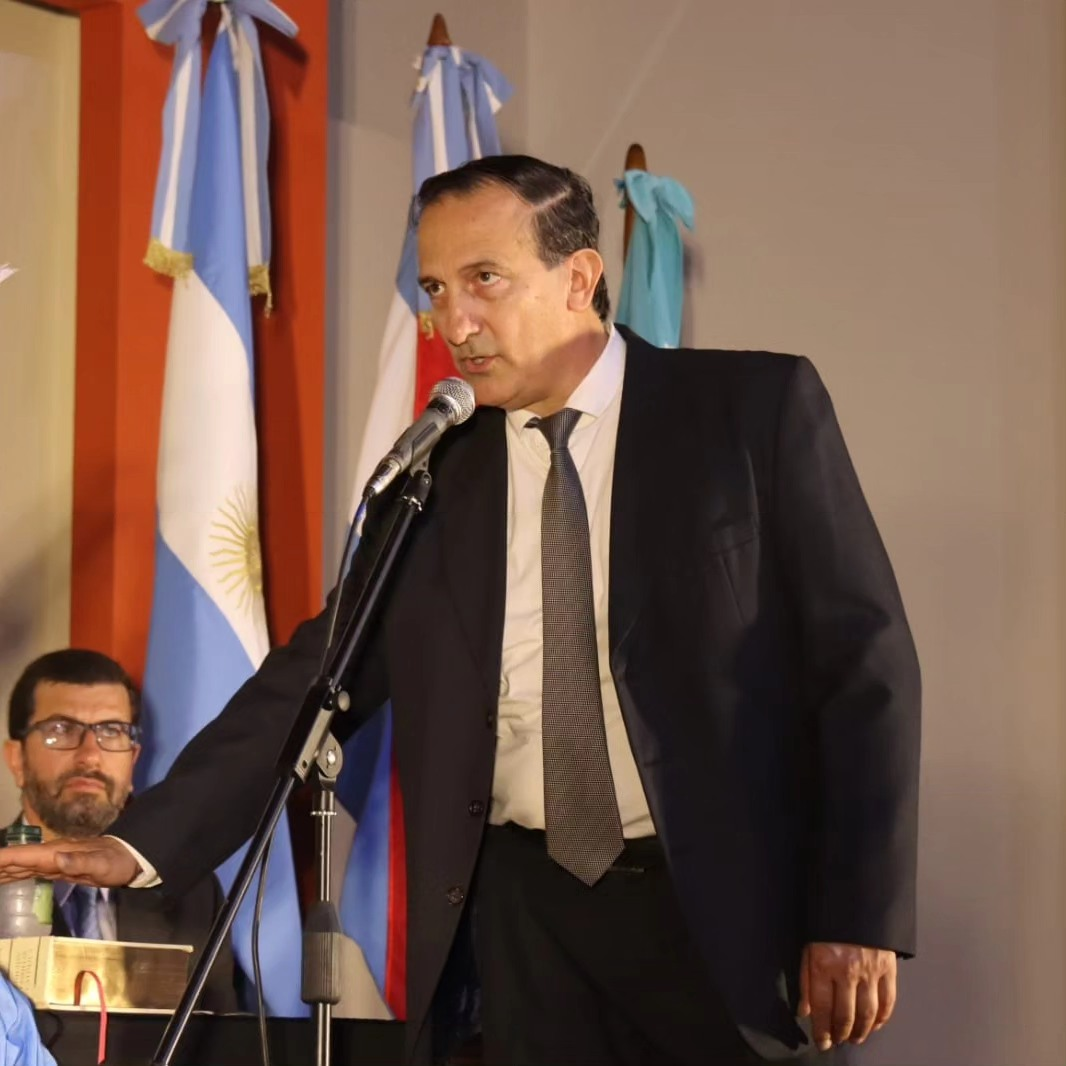
Dr. Jorge Esteban Roko, Vicepresidente 1° del Concejo Deliberante.

- Presidenta del Concejo Deliberante: Dra. Julieta Carrazza.

En su rol de presidenta, coordina las sesiones legislativas, supervisa el trabajo de los concejales y garantiza el funcionamiento administrativo del Concejo Deliberante. Además, asume temporalmente las funciones del intendente en caso de ausencia. 
- Vicepresidente 1° del Concejo Deliberante: Dr. Jorge Esteban Roko.

Apoya a la presidencia del Concejo y la reemplaza en caso de ausencia. Asimismo, en ausencia simultánea del intendente y la viceintendenta, ejerce el cargo ejecutivo de manera temporal.  

### Gabinete Municipal
- Jefatura de Gabinete: Luciano Garro.
- Secretaría de Gobierno y Modernización: Dr. Manuel Olalde.
- Secretaría de Hacienda: Cr. Daniel Acuña.
- Secretaría de Desarrollo Territorial e Infraestructura: Silvio Leuze.
- Secretaría de Desarrollo Humano: Juan Ignacio Olano.
- Secretaría de Inversiones y Desarrollo Local: Esp. Cra. Estela Valentina Miño.

## Historia Institucional
En Entre Ríos, la creación del Régimen Municipal se estableció por la Constitución Provincial del año 1860, implementada con la Ley de Municipalidades en 1872 y aplicada en 1873. Según esta ley, el Gobierno Municipal se integraba por una Comisión de once (11) miembros, quienes duraban dos (2) años en sus funciones y se renovaban por mitades cada bienio.  
La elección se realizaba por voto directo de los vecinos, quienes elegían una lista de candidatos. Luego, entre los integrantes de la lista ganadora, se votaba al Presidente (Intendente) y a los demás cargos, resultando en una elección indirecta del intendente.

### Primeros intendentes (1873-1882)
- Dr. Cándido Irazusta (1873, reemplazado por Sixto Neyra en junio de 1874).
- Clemente Basavilbaso (1875-1876).
- Asisclo Méndez (1877, reemplazado por Juan P. Haedo en 1878).
- Dr. Cándido Irazusta (1878, marzo-diciembre).
- Luis Clavarino (1879-1880).
- Policarpo de la Cruz (1881).
- Máximo Butta (1882, seguido por Clemente Basavilbaso en enero-febrero de 1883).
- Jacobo Adolfo Spangenberg (1883).
- Pascual Méndez Casariego (1883-1884).

### Reforma Constitucional de 1883
Con esta reforma se crearon las ramas Ejecutiva y Deliberante del gobierno municipal. A partir de 1885, los intendentes fueron elegidos por voto directo.  
- Antonio Daneri (1885-1888, primer intendente electo en comicios públicos).
- Máximo Chichizola (1889-1891).
- Enrique Masón (1892-1893).
- Francisco Campi (1894-1895).
- Pascual Méndez Casariego (1896-1897).
- Santiago Díaz (1898-1899).
- Emilio Marchini (1900-1901).
- Juan José Franco (1902-1903).
- Cándido Eulogio Irazusta (1904-1906).
- Santiago Díaz (1907-1908).
- Eduardo La Rosa (1909-1910).
- Ángel Ríos (1911-1912).

### Intendencias democráticas y golpes de Estado (1913-1983)
Durante el período democrático y las interrupciones militares en Argentina, Gualeguaychú tuvo una mezcla de intendentes electos y comisionados designados por el gobierno provincial.  

#### Democracia hasta 1943
- Juan José Franco (1913-1917).
- Rafael Finondo (1918-1919).
- Antonio Maya (1920-1921).
- José María Bértora (1922-1923).
- Claudio Méndez Casariego (1924-1925).
- Adolfo Spangenberg (1926-1927).
- Félix Fontana (1928).
- Bernardo L. Peyret (1928-1931).
- Luis Cinto (1932-1933).
- Bernardo L. Peyret (1934-1935).
- Pedro Jurado (1935-1939).
- Claudio Méndez Casariego (1939-1943).

#### Golpes de Estado y comisionados municipales
- Eduardo Villagra (1943-1945).
- Luis Capriotti (1945-1946).
- Helcías Lauro Rossi Oyhamburu (1955-1956).
- Luis Fernández (1956-1957).
- Ismael Vera (1957-1958).
- Mayor Juan Carlos Víctor de Morras (1962).
- Ricardo Coll Grané (1962-1963).
- Guillermo Cardoso (1969-1971).

### Democracia desde 1983
Con el retorno a la democracia, los intendentes de Gualeguaychú fueron elegidos nuevamente por voto directo:  
- Ricardo César Taffarel (1983-1987).
- Manuel Alarcón (1987-1991).
- Luis Leissa (1991-1995).
- Daniel Irigoyen (1995-1999).
- Emilio Martínez Garbino (1999-2003).
- Daniel Irigoyen (2003-2007).
- Juan José Bahillo (2007-2015).
- Esteban Martín Piaggio (2015-2023).
- Mauricio Germán Davico (2023-actualidad).

## Demografía

### Población
Según el Censo Nacional de Población, Hogares y Viviendas 2022 realizado por el Instituto Nacional de Estadística y Censos (INDEC), la ciudad de Gualeguaychú, ubicada en la provincia de Entre Ríos, cuenta con una población total de 94.780 habitantes.
De esta población, aproximadamente 64.779 son mujeres y 61.368 son hombres. Además, se registraron 23 personas que se identificaron con otras identidades de género.
Gualeguaychú es la tercera ciudad más poblada de la provincia de Entre Ríos, después de Paraná y Concordia.

### Etnia
La mayoría de los habitantes de Gualeguaychú son de ascendencia europea, principalmente descendientes de inmigrantes españoles, italianos, alemanes, franceses y árabes, que llegaron desde fines del siglo XIX y comienzos del XX. Esta población conforma aproximadamente el 80% o más de la ciudad.
En menor proporción, existen habitantes descendientes de pueblos originarios como los charrúas, guaraníes y chanás, y también de mezcla o mestizaje entre europeos y pueblos originarios. Sin embargo, debido a procesos históricos de colonización y mestizaje, no siempre es fácil identificar o cuantificar esta población con exactitud en los censos.
Existen comunidades más pequeñas de afrodescendientes y personas de orígenes diversos, aunque en proporciones muy reducidas en comparación con la población blanca y mestiza.

### Inmigración
Durante el siglo XIX y principios del siglo XX, Gualeguaychú fue un importante destino dentro del proceso de inmigración europea que impulsó el Estado argentino para poblar y desarrollar económicamente el país. Esta política se formalizó con la Constitución Nacional de 1853, que promovía la inmigración extranjera como medio para fortalecer la población y la producción.
A lo largo de ese período, llegaron a Gualeguaychú miles de inmigrantes, principalmente italianos fueron el grupo más numeroso. Se establecieron como agricultores, comerciantes y artesanos, y jugaron un rol central en la economía local. Españoles especialmente gallegos y vascos, también se integraron en actividades rurales, el comercio y la educación. Franceses en menor número, contribuyeron a la vida cultural y profesional de la ciudad. Alemán-parlantes (alemanes, suizos) muchos se asentaron en colonias rurales cercanas y en zonas urbanas, destacándose por su disciplina agrícola. Árabes (sirios y libaneses) llegaron hacia fines del siglo XIX y principios del XX. Muchos se dedicaron al comercio y fueron claves en el crecimiento de la ciudad.
El asentamiento de estos inmigrantes fue favorecido por la ubicación estratégica de Gualeguaychú, con acceso al río homónimo y tierras fértiles. Además, la ciudad integró varias de las colonias agrícolas promovidas por el gobierno nacional y provincial.
Este proceso migratorio dio forma al perfil demográfico, cultural y económico de la ciudad, cuyos descendientes constituyen hoy la mayoría de la población de Gualeguaychú.

## Desarrollo urbanístico
A fines del mes de abril de 2008 se acuerda la firma de tres convenios para la construcción de un nuevo puente sobre el río Gualeguaychú y la creación de un centro cívico.
El convenio vinculado al centro cívico tiene como objetivo ordenar las distintas unidades funcionales y generar los ámbitos espaciales acordes para las diferentes reparticiones públicas de la ciudad de Gualeguaychú, tanto provinciales como municipales. De esta manera se generará un ámbito para el ciudadano y las administraciones, que concentrará y facilitará la realización de trámites. Este nuevo edificio se va a realizar en el predio de la vieja estación de ómnibus. Su proyecto será incluido entre los cuatro que se han priorizado dentro del programa de Racionalización Edilicia, previsto por el gobierno provincial. Con esto, se recuperará para la ciudad un área con cierto deterioro urbano, lo cual también le otorgará presencia institucional.
El otro acuerdo está vinculado con la realización de los estudios y proyectos de un nuevo puente sobre el río Gualeguaychú, que vincule Pueblo Belgrano y la cabecera departamental. En este sentido, se informó que la Provincia, a través de la Dirección General de Planificación, va a elaborar un estudio de alternativas a través de una matriz multicriterio. Una vez que se seleccione la ubicación, se realizarán los estudios básicos y el proyecto con la participación de la direcciones de Hidráulica y de Vialidad, en consulta con el municipio.

## Clima
El clima al igual que gran parte de Entre Ríos es templado pampeano (hasta la construcción del lago Salto Grande en la zona predominaba un subclima denominado 'deltaico'), con inviernos fríos con heladas llegando a temperaturas bajas -aproximadamente -5 °C- (hasta mediados del siglo XX hubo inviernos con temperaturas muy por debajo, incluso con nevadas) y veranos calurosos con temperaturas de hasta 35 °C. El promedio anual de lluvias es de aproximadamente 1200 mm. y la humedad relativa promedio anual es del 75%. 
| Parámetros climáticos promedio de Gualeguaychú Aero, Entre Ríos (1991–2024) | Parámetros climáticos promedio de Gualeguaychú Aero, Entre Ríos (1991–2024) | Parámetros climáticos promedio de Gualeguaychú Aero, Entre Ríos (1991–2024) | Parámetros climáticos promedio de Gualeguaychú Aero, Entre Ríos (1991–2024) | Parámetros climáticos promedio de Gualeguaychú Aero, Entre Ríos (1991–2024) | Parámetros climáticos promedio de Gualeguaychú Aero, Entre Ríos (1991–2024) | Parámetros climáticos promedio de Gualeguaychú Aero, Entre Ríos (1991–2024) | Parámetros climáticos promedio de Gualeguaychú Aero, Entre Ríos (1991–2024) | Parámetros climáticos promedio de Gualeguaychú Aero, Entre Ríos (1991–2024) | Parámetros climáticos promedio de Gualeguaychú Aero, Entre Ríos (1991–2024) | Parámetros climáticos promedio de Gualeguaychú Aero, Entre Ríos (1991–2024) | Parámetros climáticos promedio de Gualeguaychú Aero, Entre Ríos (1991–2024) | Parámetros climáticos promedio de Gualeguaychú Aero, Entre Ríos (1991–2024) | Parámetros climáticos promedio de Gualeguaychú Aero, Entre Ríos (1991–2024) |
| Mes                                                                         | Ene.                                                                        | Feb.                                                                        | Mar.                                                                        | Abr.                                                                        | May.                                                                        | Jun.                                                                        | Jul.                                                                        | Ago.                                                                        | Sep.                                                                        | Oct.                                                                        | Nov.                                                                        | Dic.                                                                        | Anual                                                                       |
| --------------------------------------------------------------------------- | --------------------------------------------------------------------------- | --------------------------------------------------------------------------- | --------------------------------------------------------------------------- | --------------------------------------------------------------------------- | --------------------------------------------------------------------------- | --------------------------------------------------------------------------- | --------------------------------------------------------------------------- | --------------------------------------------------------------------------- | --------------------------------------------------------------------------- | --------------------------------------------------------------------------- | --------------------------------------------------------------------------- | --------------------------------------------------------------------------- | --------------------------------------------------------------------------- |
| Temp. máx. abs. (°C)                                                        | 41.0                                                                        | 38.5                                                                        | 37.5                                                                        | 36.0                                                                        | 33.2                                                                        | 29.0                                                                        | 31.3                                                                        | 35.2                                                                        | 37.0                                                                        | 37.1                                                                        | 39.3                                                                        | 40.7                                                                        | 41.0                                                                        |
| Temp. máx. media (°C)                                                       | 31.2                                                                        | 29.7                                                                        | 28.0                                                                        | 24.2                                                                        | 20.2                                                                        | 17.3                                                                        | 16.6                                                                        | 19.3                                                                        | 20.9                                                                        | 23.8                                                                        | 27.2                                                                        | 29.9                                                                        | 24.0                                                                        |
| Temp. media (°C)                                                            | 24.9                                                                        | 23.6                                                                        | 21.8                                                                        | 18.0                                                                        | 14.4                                                                        | 11.5                                                                        | 10.7                                                                        | 12.8                                                                        | 14.9                                                                        | 18.0                                                                        | 21.0                                                                        | 23.5                                                                        | 17.9                                                                        |
| Temp. mín. media (°C)                                                       | 18.8                                                                        | 18.0                                                                        | 16.3                                                                        | 12.7                                                                        | 9.8                                                                         | 6.9                                                                         | 6.0                                                                         | 7.4                                                                         | 9.3                                                                         | 12.4                                                                        | 14.8                                                                        | 17.1                                                                        | 12.5                                                                        |
| Temp. mín. abs. (°C)                                                        | 9.2                                                                         | 7.5                                                                         | 4.5                                                                         | 0.2                                                                         | -4.0                                                                        | -5.7                                                                        | -7.6                                                                        | -5.1                                                                        | -2.3                                                                        | -1.0                                                                        | 2.0                                                                         | 5.5                                                                         | -7.6                                                                        |
| Precipitación total (mm)                                                    | 130.3                                                                       | 122.9                                                                       | 128.4                                                                       | 124.4                                                                       | 81.8                                                                        | 57.8                                                                        | 56.5                                                                        | 60.6                                                                        | 78.6                                                                        | 121.0                                                                       | 115.5                                                                       | 140.2                                                                       | 1218.0                                                                      |
| Días de precipitaciones (≥ 0.1 mm)                                          | 7.5                                                                         | 7.4                                                                         | 7.7                                                                         | 8.7                                                                         | 6.9                                                                         | 6.3                                                                         | 6.1                                                                         | 5.8                                                                         | 7.1                                                                         | 9.0                                                                         | 7.9                                                                         | 9.2                                                                         | 89.6                                                                        |
| Horas de sol                                                                | 266.6                                                                       | 224.0                                                                       | 198.4                                                                       | 192.0                                                                       | 161.2                                                                       | 123.0                                                                       | 136.4                                                                       | 161.2                                                                       | 159.0                                                                       | 210.8                                                                       | 246.0                                                                       | 251.1                                                                       | 2329.7                                                                      |
| Humedad relativa (%)                                                        | 67.5                                                                        | 72.7                                                                        | 74.7                                                                        | 78.4                                                                        | 81.5                                                                        | 82.0                                                                        | 80.0                                                                        | 75.5                                                                        | 72.7                                                                        | 73.0                                                                        | 67.5                                                                        | 65.8                                                                        | 74.3                                                                        |
| Fuente: Servicio Meteorológico Nacional                                     |                                                                             |                                                                             |                                                                             |                                                                             |                                                                             |                                                                             |                                                                             |                                                                             |                                                                             |                                                                             |                                                                             |                                                                             |                                                                             |

## Economía
La economía de la ciudad de Gualeguaychú gira alrededor de la producción agropecuaria y del turismo Archivado el 18 de enero de 2022 en Wayback Machine.. El ingreso por este último rubro durante la temporada veraniega compensa durante el resto del año cierta inactividad cíclica en la afluencia de visitantes. La producción agropecuaria se ha volcado masivamente a los cultivos principalmente de soja.
En el año 2008, a raíz del debate en relación con las retenciones que tuvo lugar en el país, se produjeron fuertes protestas en toda la Argentina, que culminaron con un congreso federal de agricultores en inmediaciones de Gualeguaychú, en donde se suspendió la huelga agropecuaria tras veintiún días de paro.

### Parque Industrial
El Parque Industrial Gualeguaychú (PIG), fundado en 1976, está ubicado a 7 km del centro de la ciudad, sobre las rutas nacional 14 y provincial 16. Con una extensión de 214 hectáreas, es el parque industrial más grande de la provincia y alberga más de 60 empresas.El PIG ha incorporado infraestructura estratégica como estación transformadora eléctrica de 22,5 MVA, red de gas natural, planta de tratamiento de efluentes y servicios de salud, seguridad industrial y transporte público interno. Empresas de diversos sectores operan en el parque, incluyendo Unilever, Rainbow Agrosciences, Grifmac, Imperial Cord y Laboratorios IMVI, cubriendo industrias como agroquímica, metalmecánica y tecnología.Unilever tiena una planta dedicada a la producción de detergentes en polvo y se abastece 100% de energía solar a través de acuerdos con MSU Argentina.

## Medios de Comunicación

### Televisión abierta
Desde Gualeguaychú se pueden sintonizar las 16 señales nacionales de la TDA de manera digital, mientras que de manera analógica la ciudad cuenta con el Canal 8 Telechú, y también se pueden sintonizar las señales de los canales Río Uruguay Televisión, Canal 12 de Fray Bentos y Canal 9 litoral de la ciudad de Paraná. Otro canal de distribución por cable es "Somos Gualeguaychú", operado por Cablevisión.

### Emisoras de radio 35
Gualeguaychú cuenta con numerosas radios de FM y 2 de AM.
Entre las radios de frecuencia modulada se destacan FM Sur, Máxima, Península, Beat, Concepto, Nacional, 360, Omega, Signos, Das, Mundo, Cero, Spacio y Hit. Las radios de amplitud modulada son: LT 41 -la más antigua de la ciudad-, que comenzó a emitir en junio de 1973, y LRA 42 Radio Nacional Gualeguaychú, que fue fundada el 7 de diciembre de 1987. Gualeguaychú es la única ciudad de Entre Ríos que tiene funcionando dos emisoras de Amplitud Modulada (AM).
| Emisora               | Frecuencia        | web                                                                                      |
| --------------------- | ----------------- | ---------------------------------------------------------------------------------------- |
| Mundo                 | 89.3 Fm           | http://www.radiomundo893.com.ar                                                          |
| 360                   | 88.9 Fm           | http://www.radio360.com.ar/                                                              |
| LT 41                 | 90.3 Fm / 660 Am  | http://www.radiolt41.com.ar/                                                             |
| Nuevo Tiempo          | 90.9 Fm           | https://www.facebook.com/Radio-Nuevo-Tiempo-Gualeguaych%C3%BA-726517387532302            |
| Urbana                | 93.3 Fm           | https://www.facebook.com/fmurbana933                                                     |
| Total                 | 93.7Fm            | https://www.facebook.com/GualeguaychuRadioTotal/                                         |
| FM Milenium           | 94.1 Fm           | http://www.milenium941.webnode.com/                                                      |
| Radio Máxima          | 94.5 Fm           | http://www.maximaonline.com.ar/                                                          |
| Crazy                 | 95.1 Fm           | http://www.laradioqueseve.com.ar/                                                        |
| Kairos                | 95.7 Fm           | https://www.facebook.com/radiokairosgualeguaychu/                                        |
| María                 | 96.1 Fm           | https://radiomaria.org.ar                                                                |
| Radio Mix             | 96.5 Fm           | http://radiomix965.esenvivo.com.ar                                                       |
| Concepto              | 98.1 Fm           | http://www.fmconcepto.com.ar/web/ Archivado el 22 de octubre de 2018 en Wayback Machine. |
| Concepto              | 97.9 Fm           | http://www.fmvida.com.ar/                                                                |
| LRA 42 Radio Nacional | 98.7 Fm / 1310 Am | http://www.radionacional.com.ar/category/lra-42-gualeguaychu/                            |
| Beat                  | 99.1 Fm           | http://www.beat991.com.ar/index.php                                                      |
| Omega                 | 99.9 Fm           | http://www.omegafm.com.ar/                                                               |
| Prémium               | 101.1 Fm          |                                                                                          |
| Signos                | 101.9 Fm          | https://web.archive.org/web/20181021232657/http://www.fmsignos1019.caster.fm/            |
| Inclusión             | 102.3             | Fm http://inclusionfm.com.ar/                                                            |
| Das                   | 103.7 Fm          | http://www.dasradio1037.com/                                                             |
| Cero                  | 104.1 Fm          | https://www.radiocerofm.com/index.html                                                   |
| Spacio                | 104.7 Fm          | http://fmspacio.radio12345.com/                                                          |
| Zeta 3                | 105.5 Fm          | http://z3radio.com/                                                                      |
| Pim                   | 106.5 Fm          | http://radiopim.com/                                                                     |
| El Titular            | 106.9 Fm          |                                                                                          |
| Avenida Fm            | 107.5 Fm          | https://www.facebook.com/107Avenida/                                                     |
| Península Fm          | 105.1 Fm          | https://web.archive.org/web/20190507034654/https://www.fmpeninsula.com/                  |

### Periódicos
La ciudad cuenta con dos periódicos: "El Argentino", fundado el 6 de febrero de 1911, y "El Día", fundado en 1982.

## Isla Libertad
El primer propietario fue Justo José de Urquiza, quien la conservó hasta el año 1850.
Hacia 1860 su dueño pasa a ser el coronel Rosendo María Fraga, los habitantes de Gualeguaychú comenzaron a denominarla como “La Isla de Fraga”. Con el tiempo la adquiere Horacio Rebori, quien intentando homenajear a Urquiza, le impone su nombre.
Varios son los acontecimientos históricos que se desarrollaron en la isla, entre ellos cabe destacar que en 1870, se enfrentaron las tropas de Ricardo López Jordán y los seguidores de Urquiza, como consecuencia del asesinato del mismo. En Gualeguaychú se conformó la defensa de la misma, bajo la creación del batallón “15 de Abril”. En honor a esta batalla en el año 1921 se coloca una placa, la cual fue destruida por la inundación producida en el año 1978, que cubrió la isla en su totalidad.
Cuando comenzó a lotearse, en los planos aparece denominada como “Isla la Libertad”. Actualmente se la llama solo “Isla Libertad”. 
Castillo de la Isla libertad
El matrimonio de María Eloísa D´Elia y José Sala Hernández, adquiere una pequeña parcela en la isla Libertad, donde envían a construir su casa, con el arquitecto David Angelini, que fue conocida como “el Castillo de la Isla Libertad”, obra concluida alrededor del año 1920.
En el año 1935 la misteriosa muerte de Blanca Sosa (empleada doméstica) marca el inicio de una serie de leyendas que se desenvolverán en torno al sitio.
Actualmente el Castillo forma parte del atractivo turístico de la ciudad.

## Complejos termales
La ciudad cuenta con dos complejos termales:
Complejo Termal Guaychu: Ubicado al oeste de la ciudad, sobre la Ruta Nacional 14, en el kilómetro 63,5. La temperatura es de 36 °C, y la salinidad llega a los 6 g de ion cloruro por cada litro del agua termal.
Termas del Gualeguaychu:  Ubicadas al este de la ciudad, sobre la Ruta 42, en el km 22,5. Posee un parque acuático y aguas saladas con una temperatura de 37 a 42 grados.

## Carnaval
El Corsódromo de Gualeguaychú "José Luis Gestro" fue inaugurado en el año 1997. El Carnaval del País es considerado el espectáculo a cielo abierto más grande de la Argentina y considerado uno de los mejores carnavales del mundo después de Río de Janeiro y Venecia, cada año en los sábados de enero y febrero, el corsódromo alberga alrededor de 30 000 personas por noche llegadas principalmente de Buenos Aires, Santa Fe y el resto del país, como también público extranjero. El show está formado por cinco comparsas pertenecientes a distintos clubes y centros sociales y deportivos de la ciudad, entre las cuales compiten cada año cuatro de ellas (La última de cada año "desciende" y espera al próximo año) desfilando por el Corsódromo con imponentes vestuarios y carrozas con una inversión que ronda los 450000 dólares cada una. Ellas son Marí - Marí (Club: Central Entrerriano), Papelitos (Club: Juventud Unida), O'Bahía (Club: Pescadores), Ará Yeví (Club: Tiro Federal) y Kamarr (centro social y cultural Sirio Libanés).
Comparsas Ganadoras
| Año                   | Comparsa  | Tema                                                          | Director/a                                                             |
| --------------------- | --------- | ------------------------------------------------------------- | ---------------------------------------------------------------------- |
| 1978 Corsos Barriales | Papelitos | Fantasía Tropical                                             | Mirta Rodríguez de Larrivey – María Rosa Rodríguez de Arakaki          |
| 1979 Corsos Barriales | Papelitos | Ritmo y Alegría, Espíritu del Carnaval                        | Mirta Rodríguez de Larrivey – María Rosa Rodríguez de Arakaki          |
| 1980 Corsos Barriales | Papelitos | Varieté                                                       | Mirta Rodríguez de Larrivey – María Rosa Rodríguez de Arakaki          |
| 1981 Carnaval         | Marí Marí | El despertar de Marí-Marí                                     | Nélita Bermúdez de Irigoyen                                            |
| 1982 Carnaval         | Marí Marí | La leyenda de Victoria Regina                                 | Nélita Bermúdez de Irigoyen                                            |
| 1983 Carnaval         | Papelitos | Faraones del Nilo                                             | Pedro "El Negro" González, Aurelio Gómez y Mirta Rodríguez de Larrivey |
| 1984 Carnaval         | Marí Marí | Hechizo                                                       | José Luis Gestro                                                       |
| 1985 Carnaval         | Kamarr    | Fantasía japonesa                                             | Numa Frutos                                                            |
| 1986 Carnaval         | Marí Marí | Flash                                                         | José Luis Gestro                                                       |
| 1987 Carnaval         | Papelitos | Entre Ríos: país del vuelo                                    | Osvaldo Rey                                                            |
| 1988 Carnaval         | Marí Marí | Scola veneciana                                               | José Luis Gestro                                                       |
| 1989 Carnaval         | Marí Marí | La Atlántida                                                  | José Luis Gestro                                                       |
| 1990 Carnaval         | Marí Marí | Nabuco rey de Babilonia                                       | José Luis Gestro                                                       |
| 1991 Carnaval         | Marí Marí | Universus                                                     | José Luis Gestro                                                       |
| 1992 Carnaval         | Papelitos | Quijotada                                                     | José Luis Strack                                                       |
| 1993 Carnaval         | Papelitos | Sueño y Delirio                                               | José Luis Strack                                                       |
| 1994 Carnaval         | Marí Marí | Combustible para la ilusión                                   | José Luis Gestro                                                       |
| 1995 Carnaval         | Marí Marí | Afru Sambó                                                    | José Luis Gestro                                                       |
| 1996 Carnaval         | Marí Marí | Gondwana                                                      | José Luis Gestro                                                       |
| 1997 Carnaval         | Papelitos | Oro que el conquistador buscó, fortuna que Papelitos encontró | Mario Martínez                                                         |
| 1998 Carnaval         | Marí Marí | Súper Star                                                    | José Luis Gestro                                                       |
| 1999 Carnaval         | O'Bahía   | Sirena hechicera en el mar del carnaval                       | Rodolfo Rodríguez                                                      |
| 2000 Carnaval         | O'Bahía   | Esa locura llamada O'Bahía                                    | Rodolfo Rodríguez                                                      |
| 2001 Carnaval         | O'Bahía   | Odisea del carnaval                                           | Rodolfo Rodríguez                                                      |
| 2002 Carnaval         | Marí Marí | BIO Marí Marí                                                 | Adrián Butteri                                                         |
| 2003 Carnaval         | Marí Marí | BIO Marí Marí 2                                               | Adrián Butteri                                                         |
| 2004 Carnaval         | Marí Marí | Ashe                                                          | Adrián Butteri                                                         |
| 2005 Carnaval         | O'Bahía   | En busca del Dorado                                           | Ruth Zarate                                                            |
| 2006 Carnaval         | Marí Marí | Pecado eterno, Perdón divino, Amanecer Prometido              | Adrián Butteri                                                         |
| 2007 Carnaval         | Marí Marí | Amerindia                                                     | Adrián Butteri                                                         |
| 2008 Carnaval         | Marí Marí | Alejandro Magno                                               | Adrián Butteri                                                         |
| 2009 Carnaval         | Papelitos | Corso a Contramano                                            | Joaquín Arias                                                          |
| 2010 Carnaval         | Ará Yeví  | Espíritu de naturaleza, leyenda de Carnaval                   | Rodolfo Rodríguez                                                      |
| 2011 Carnaval         | Marí Marí | Fobo                                                          | Adrián Butteri                                                         |
| 2012 Carnaval         | Marí Marí | Nun: Guardián de las aguas                                    | Adrián Butteri                                                         |
| 2013 Carnaval         | Kamarr    | Tangó                                                         | Adrián Butteri                                                         |
| 2014 Carnaval         | Kamarr    | Y... Q.E.P.D.                                                 | Adrián Butteri                                                         |
| 2015 Carnaval         | Marí Marí | Cuentan que cuentan                                           | Adrián Butteri                                                         |
| 2016 Carnaval         | Marí Marí | Bazofia                                                       | Adrián Butteri                                                         |
| 2017 Carnaval         | Ará Yeví  | Sueño de una noche de Carnaval                                | Leandro Rosviar                                                        |
| 2018 Carnaval         | Ará Yeví  | Mascarada                                                     | Leandro Rosviar                                                        |
| 2019 Carnaval         | Ará Yeví  | Bestias                                                       | Leandro Rosviar                                                        |
| 2020 Carnaval         | Ará Yeví  | Egos                                                          | Leandro Rosviar                                                        |
| 2022 Carnaval         | Papelitos | Pawé                                                          | Juan Eduardo Villagra                                                  |
| 2023 Carnaval         | Papelitos | León                                                          | Juan Eduardo Villagra                                                  |
| 2024 Carnaval         | Papelitos | Valkë                                                         | Juan Eduardo Villagra                                                  |
| 2025 Carnaval         | Papelitos | Iguales                                                       | Juan Eduardo Villagra                                                  |

Cantidad de Títulos y Participaciones por Comparsa
| Comparsa  | Cantidad de Participaciones | Años de las Participaciones | Cantidad de Títulos Ganados | Años de los Títulos |
| --------- | --------------------------- | --- | --------------------------- | --- |
| Marí Marí | 38                          | 1981, 1982, 1983, 1984, 1986, 1987, 1988, 1989, 1990, 1991, 1992, 1993, 1994, 1995, 1996, 1997, 1998, 1999, 2000, 2001, 2002, 2003, 2004, 2006, 2007, 2008, 2009, 2011, 2012, 2013, 2015, 2016, 2017, 2019, 2022, 2023, 2024, 2025 | 22                          | 1981, 1982, 1984, 1986, 1988, 1989, 1990, 1991, 1994, 1995, 1996, 1998, 2002, 2003, 2004, 2006, 2007, 2008, 2011, 2012, 2015, 2016 |
| Papelitos | 36                          | 1978, 1979, 1980, 1981, 1982, 1983, 1984, 1985, 1987, 1988, 1989, 1990, 1991, 1992, 1993, 1994, 1995, 1996, 1997, 1998, 1999, 2000, 2003, 2005, 2007, 2009, 2010, 2012, 2014, 2016, 2018, 2020, 2022, 2023, 2024, 2025             | 13                          | 1978, 1979, 1980, 1983, 1987, 1992, 1993, 1997, 2009, 2022, 2023, 2024, 2025                                                       |
| Ará Yeví  | 31                          | 1981, 1982, 1983, 1984, 1985, 1986, 1987, 1988, 1989, 1991, 1992, 1993, 1994, 1995, 1997, 1999, 2001, 2004, 2006, 2008, 2010, 2011, 2013, 2015, 2017, 2018, 2019, 2020, 2022, 2023, 2025                                           | 5                           | 2010, 2017, 2018, 2019, 2020 |
| O'Bahia   | 31                          | 1981, 1982, 1983, 1984, 1985, 1986, 1987, 1988, 1989, 1990, 1991, 1992, 1993, 1996, 1997, 1998, 1999, 2000, 2001, 2002, 2004, 2005, 2006, 2008, 2010, 2012, 2014, 2016, 2018, 2020, 2022, 2023, 2024                               | 4                           | 1999, 2000, 2001, 2005 |
| Kamarr    | 33                          | 1981, 1982, 1983, 1985, 1986, 1987, 1988, 1989, 1990, 1991, 1992, 1993, 1994, 1995, 1996, 1998, 2000, 2001, 2002, 2003, 2005, 2007, 2009, 2011, 2013, 2014, 2015, 2017, 2019, 2022, 2023, 2024, 2025                               | 3                           | 1985, 2013, 2014 |

Cantidad de Títulos y Participaciones por Comparsa
| Comparsa  | Campeonatos | Bicampeonatos | Tricampeonatos | Tetracampeonatos | Total |
| --------- | ----------- | ------------- | -------------- | ---------------- | ----- |
| Marí Marí | 3           | 3             | 3              | 1                | 22    |
| Papelitos | 4           | 1             | 1              | 1                | 13    |
| Ará Yeví  | 1           | 0             | 0              | 1                | 5     |
| O'Bahia   | 1           | 0             | 1              | 0                | 4     |
| Kamarr    | 1           | 1             | 0              | 0                | 3     |

Directores más ganadores
| Nombre del director             | Cantidad de Títulos Ganados | Comparsas (Ediciones ganadoras)                                                             |
| ------------------------------- | --------------------------- | ------------------------------------------------------------------------------------------- |
| Adrián Butteri                  | 12                          | Marí Marí (2002, 2003, 2004, 2006, 2007, 2008, 2011, 2012, 2015, 2016), Kamarr (2013, 2014) |
| José Luis Gestro                | 10                          | Marí Marí (1984, 1986, 1988, 1989, 1990, 1991, 1994, 1995, 1996, 1998)                      |
| Rodolfo Rodríguez               | 4                           | O' Bahía (1999, 2000, 2001), Ará Yeví (2010)                                                |
| Leandro Rosviar                 | 4                           | Ará Yeví (2017, 2018, 2019, 2020)                                                           |
| Juan Eduardo Villagra           | 4                           | Papelitos (2022, 2023, 2024, 2025)                                                          |
| Mirta Rodríguez de Larrivey     | 4                           | Papelitos (1978, 1979, 1980, 1983)                                                          |
| María Rosa Rodríguez de Arakaki | 3                           | Papelitos (1978, 1979, 1980)                                                                |
| Nélita Bermúdez de Irigoyen     | 2                           | Marí Marí (1981, 1982)                                                                      |
| José Luis Strack                | 2                           | Papelitos (1992, 1993)                                                                      |
| Pedro González                  | 1                           | Papelitos (1983)                                                                            |
| Aurelio Gómez                   | 1                           | Papelitos (1983)                                                                            |
| Numa Frutos                     | 1                           | Kamarr (1985)                                                                               |
| Roberto Rey                     | 1                           | Papelitos (1987, Título póstumo)                                                            |
| Mario Martínez                  | 1                           | Papelitos (1997)                                                                            |
| Ruth Zarate                     | 1                           | O' Bahía (2005)                                                                             |
| Joaquín Arias                   | 1                           | Papelitos (2009)                                                                            |

Reinas del Carnaval
| Año  | Comparsa         | Reina                  |
| ---- | ---------------- | ---------------------- |
| 1976 | Acorad           | Mabel García           |
| 1977 | Acorad           | Margarita Ventura      |
| 1978 | Papelitos        | Elda Ruano             |
| 1979 | Guardia de Honor | Silvina Gastaldi       |
| 1980 | Club 1.º de Mayo | Diana Nemec            |
| 1981 | Papelitos        | María Martha Oppen     |
| 1982 | O'Bahía          | Flavia Ríos            |
| 1983 | Mascarada        | Alicia Patricia Otero  |
| 1984 | Papelitos        | Teresa Pighetti        |
| 1985 | Kamarr           | Rosario Lanzo          |
| 1986 | Kamarr           | Claudia Osman          |
| 1987 | Marí Marí        | Mariana Sánchez        |
| 1988 | Kamarr           | María Laura Luciano    |
| 1989 | Papelitos        | Paola González         |
| 1990 | Marí Marí        | Verónica del Río       |
| 1991 | Papelitos        | Alejandra Sarachaga    |
| 1992 | Ará Yeví         | Silvina Rochar         |
| 1993 | Ará Yeví         | Liliana Bone           |
| 1994 | Ará Yeví         | Valeria Francou        |
| 1995 | Kamarr           | Denise Wojsichi        |
| 1996 | Kamarr           | Alejandra Bourlot      |
| 1997 | Marí Marí        | María Laura Esteybar   |
| 1998 | O'Bahía          | Gisella Cosso          |
| 1999 | O'Bahía          | Evangelina Murillo     |
| 2000 | O'Bahía          | María Paz Esnaola      |
| 2001 | O'Bahía          | Soledad Terradas       |
| 2002 | O'Bahía          | Carolina Badaracco     |
| 2003 | Marí Marí        | Belén Grecco           |
| 2004 | Marí Marí        | Julia Papas            |
| 2005 | Kamarr           | Silvina Albornoz       |
| 2006 | Ará Yeví         | Evangelina Carrozo     |
| 2007 | Papelitos        | Paola Monzón           |
| 2008 | Ará Yeví         | Lorena Leonhardt       |
| 2009 | Marí Marí        | Catalina Lagomarsino   |
| 2010 | Ará Yeví         | María Victoria Bachini |
| 2011 | Marí Marí        | María Elisa Grecco     |
| 2012 | O'Bahía          | Mayda Aviles           |
| 2013 | Ará Yeví         | Noel González          |
| 2014 | Kamarr           | Camila Barbisan        |
| 2015 | Kamarr           | Ayliñ Marin            |
| 2016 | Marí Marí        | Agustina Díaz          |
| 2017 | Ará Yeví         | Pamela Martínez        |
| 2018 | Papelitos        | Florencia Jurado       |
| 2019 | Kamarr           | Valentina Riva         |
| 2020 | O'Bahía          | Laura Castiglioni      |
| 2022 | Papelitos        | Carla Cortina          |
| 2023 | Ará Yeví         | Andrea Davrieux        |
| 2024 | Marí Marí        | María Itatí Guerra     |
| 2025 | Marí Marí        | Felicita Fouce         |

Cantidad de Reinas por Comparsa
| Comparsa         | Reinas ganadoras representando la comparsa/institución | Años con reinas ganadoras                                  |
| ---------------- | ------------------------------------------------------ | ---------------------------------------------------------- |
| Marí Marí        | 10                                                     | 1987, 1990, 1997, 2003, 2004, 2009, 2011, 2016, 2024, 2025 |
| Kamarr           | 9                                                      | 1985, 1986, 1988, 1995, 1996, 2005, 2014, 2015, 2019       |
| Ara Yeví         | 9                                                      | 1992, 1993, 1994, 2006, 2008, 2010, 2013, 2017, 2023       |
| O' Bahía         | 8                                                      | 1982, 1998, 1999, 2000, 2001, 2002, 2012, 2020             |
| Papelitos        | 7                                                      | 1978, 1981, 1984, 1989, 1991, 2007, 2018, 2022             |
| Acorad           | 2                                                      | 1976, 1977                                                 |
| Guardia de Honor | 1                                                      | 1979                                                       |
| Club 1.º de Mayo | 1                                                      | 1980                                                       |
| Mascarada        | 1                                                      | 1983                                                       |

### Playa

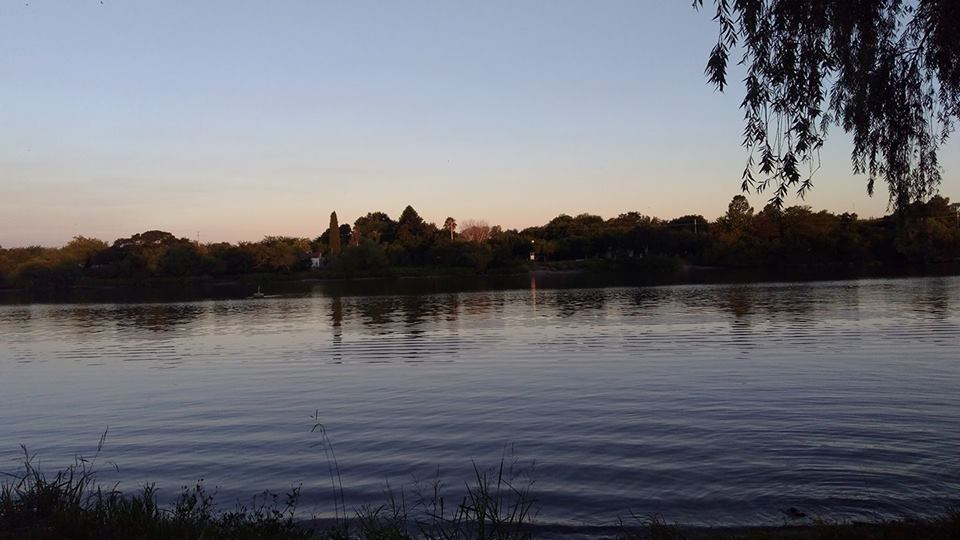
Río Gualeguaychú

En Gualeguaychú encontramos playas en la costa del río homónimo (por ejemplo, las de Costa Azul, Balneario Municipal, Playa de Puente (tiene, además, piscina), Bikini, Solar del Este, Punta Sur, Costa Alegre, Puerta del Sol y Papaya). También en las riberas del arroyo Gualeyán hay balnearios privados o públicos, como Los Algarrobos; a la vera del río Uruguay está el balneario-camping Ñandubaysal (con arenas muy ricas en minerales), entre otros (Campo Boreado y Santa Luz). También está Los Pinos, con camping.

### Patrimonio
La piedra fundamental de la iglesia catedral de San José, bajo el patronazgo de la Virgen del Rosario y San José, se colocó el 30 de mayo de 1863. Fue padrino de ceremonia el gobernador de Entre Ríos Justo José de Urquiza, quien concurrió al acto con su esposa Dolores Costa. El proyecto de la obra es del arquitecto suizo Bernardo Poncini y la construcción estuvo a cargo de él y de su hermano Roberto. La obra quedó detenida y la inauguración se llevó a cabo el 19 de marzo de 1890. En 1910 se mostraron concluidas las torres y el pórtico. Luego de esto se procedió al arreglo de la Casa Parroquial. En 1959 debido a una inclinación en las torres con peligro de derrumbe, se demolieron y se reemplazaron por las actuales cúpulas.
El palacio Clavarino, donde se desarrollan las actividades del colegio de nivel medio y polimodal Luis Clavarino, fundado el 21 de octubre de 1905, el puente Méndez Casariego (puente La Balsa) que cruza el río Gualeguaychú hacia el parque Unzué, Pueblo General Belgrano, y la reserva natural "Las Piedras". El puente debió repararse a finales de 2007 debido a que existía el peligro de derrumbe.

Otro atractivo turístico próximo a la ciudad son las Termas del Guaychú.

## Despliegue de las Fuerzas Armadas
| Unidades de la Guarnición Militar Gualeguaychú                              | Sigla           |
| --------------------------------------------------------------------------- | --------------- |
| Escuadrón de Exploración de Caballería Blindado 2 «Dragones Coronel Zelaya» | Esc Expl C Bl 2 |

## Parroquias de la Iglesia católica en Gualeguaychú

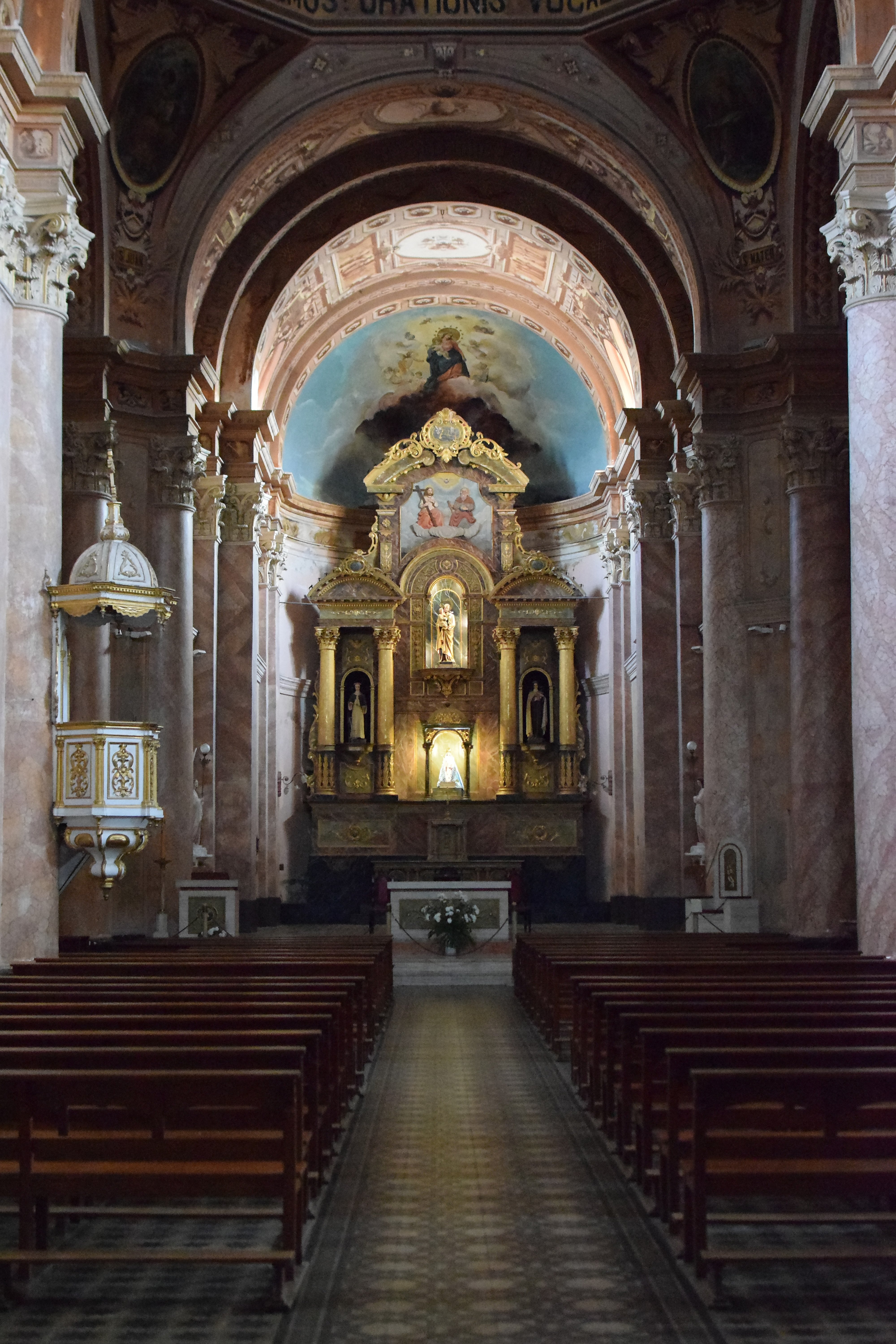
Interior de la catedral de San José de Gualeguaychú

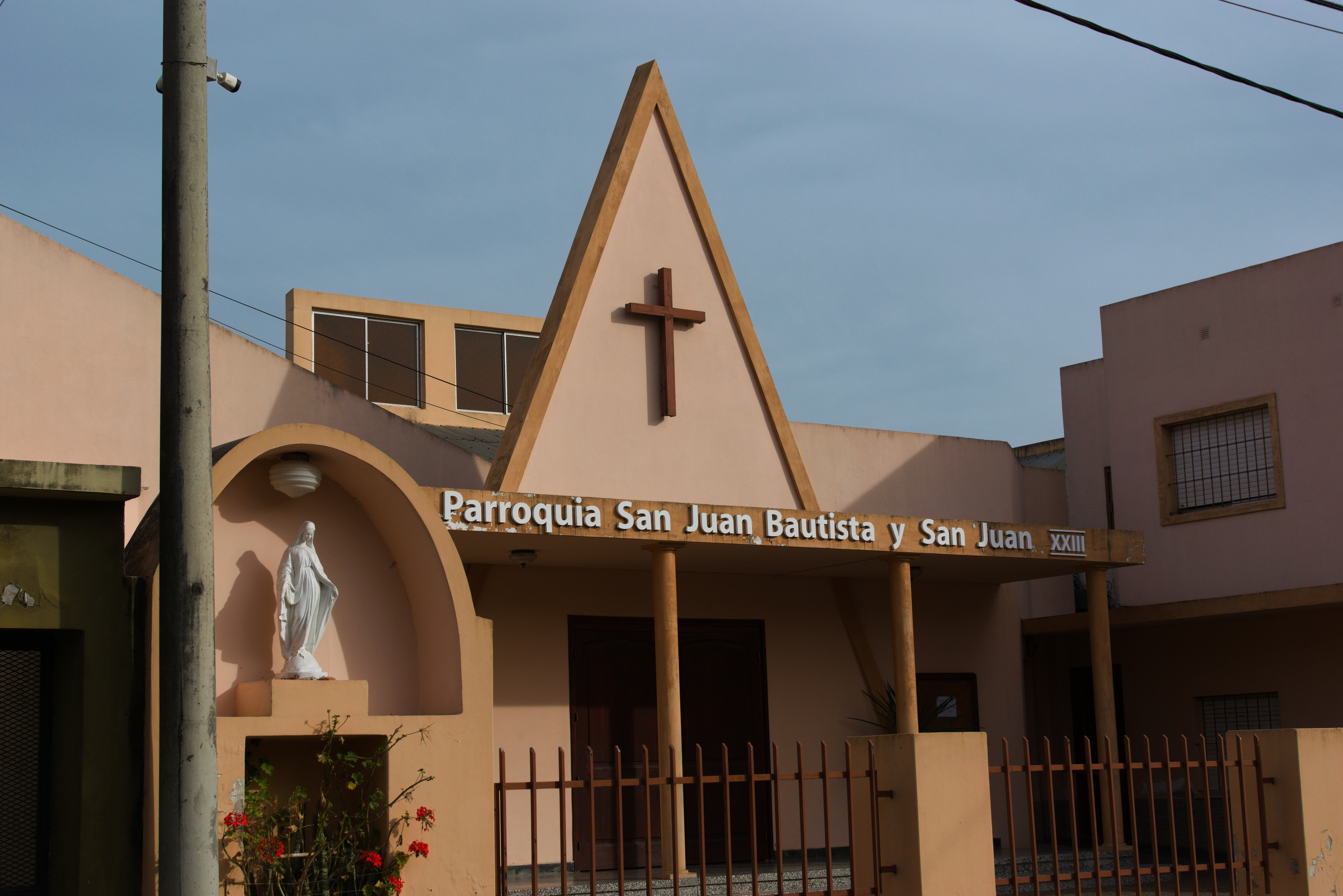
Iglesia parroquial de San Juan Bautista y San Juan XXIII de Gualeguaychú

| Diócesis   | Gualeguaychú |
| ---------- | --- |
| Parroquias | Catedral San José, La Sagrada Familia o Santa Teresita, Santa Rosa y San Ramón, Nuestra Señora de Fátima, Visitación de María, Nuestra Señora de Luján, Nuestra Señora de Lourdes, San Juan Bautista y San Juan XXIII, Cristo Rey, San Francisco de Asís, Asunción de María |

## Personalidades
- José María Sobral (1880-1961), explorador, geólogo y militar.
- Camila Nievas (1878-1941), profesora, impulsora de la educación para mujeres.
- Osvaldo Magnasco (1864-1920), jurista y político.
- Fray Mocho (1858-1903), escritor y periodista.
- Juan José Nágera (1887-1966), geólogo, ecólogo y profesor.
- Gervasio Méndez (1843-1897), poeta, periodista y militar.
- Eleuterio Tiscornia (1879-1945), escritor y filólogo.
- Martín Doello Jurado (1884-1948), biólogo, paleontólogo y oceanógrafo.
- Agustina Andrade (1858-1891), poetisa.
- Julio Irazusta (1899-1982), historiador, político y periodista.
- Juan Manuel Gavazzo Buchardo (1888-1965), pintor y escultor.
- Carlos Alberto Delgado Roustan (1884-1968), pintor.
- María Luisa Guerra (1869-1949), pianista.
- Pedro Luis Barcia, lingüista y profesor.
- Claudio Martínez Paiva (1887-1970), escritor, dramaturgo y periodista.
- Enrique Fischer (Pipo Pescador), cantautor, escritor y director de teatro.
- Víctor Hugo Marchesini, futbolista.
- Verónica Vieyra, actriz y conductora.

## Transporte
- Anexo:Líneas de colectivos de Gualeguaychú.
- Aeródromo de Gualeguaychú.